# Krystian Bielik

Krystian Bielik (Konin, 1998. január 4.–) lengyel válogatott labdarúgó, az angol Birmingham City középpályása kölcsönben a Derby County csapatától.

## Pályafutása
Bielik szülővárosában kezdett el focizni a Górnik Konin csapatában. 2012-ben a Lech Poznań megvásárolta a csapattól és 2014-ig ott futballozott az akadémián. 2014-ben a Legia Warsaw megvásárolta a védőt 8,800 £-ért, és augusztus 24-én az első bajnokiján a Ekstraklasban (lengyel bajnokság) a Korona Kielce ellen debütált.
2015 elején az Arsenal 2,7 millió £-ért megvásárolta a Legia Warsaw-tól.

## Statisztika

### A válogatottban
| Válogatott    | Év       | Pályára lépés | Gól |
| ------------- | -------- | ------------- | --- |
| Lengyelország | 2019     | 3             | 0   |
| Lengyelország | 2022     | 6             | 0   |
| Lengyelország | 2023     | 2             | 0   |
| Összesen      | Összesen | 11            | 0   |